# Rudolf Krasselt
Rudolf Krasselt   (Baden-Baden, 1 de gener de 1879 - Andernach, 12 d'abril de 1954) va ser un violoncel·lista alemany, director d'orquestra i director de l'"Staatsoper Hannover" durant la República de Weimar i el període del nacionalsocialisme.

## Biografia
Krasselt va créixer com a fill del concertino de l'Orquestra Simfònica de Baden-Baden Johann Gustav Krasselt. El seu germà va ser el virtuós del violí, concertista i director d'orquestra Alfred Krasselt (1872-1908). Rudolf Krasselt tocava el violoncel des dels 9 anys. Va ser violoncel·lista principal de l'Orquestra de l'Òpera de la Cort de Viena (i de la Filharmònica de Viena) amb Gustav Mahler, violoncel·lista principal de la Filharmònica de Berlín amb Arthur Nikisch i de 1903 a 1904 violoncel·lista principal de l'Orquestra Simfònica de Boston.
De 1911 a 1913 va ser primer mestre de capella de l'òpera de Kiel i el 1913 va assumir la direcció de la "Deutsches Opernhaus de Berlín-Charlottenburg" com a primer mestre de capella. Allà també va dirigir una classe de mestre de capella com a professor a l'Acadèmia Estatal de Música.
L'1 d'abril de 1924 esdevingué director general de música a l'"Staatsoper Hannover" i a l'inici de la nova temporada 1924/1925 director d'òpera i el 1934 director d'òpera. A instigació del règim nazi es va jubilar (anticipadament) l'11 de juliol de 1943. En la fase final de la Segona Guerra Mundial, Hitler el va acceptar a la llista de Gottbegnadeten dels directors més importants l'agost de 1944, cosa que va salvar Krasselt d'un missió de guerra, també al front Heimat.

## Treballs
Provinent de la pràctica orquestral, Krasselt va combinar la brillantor de la direcció amb la precisió, el sentit de la responsabilitat i l'autoritat en el millor sentit; coses que també va transmetre als seus alumnes. Entre d'altres, Kurt Weill, Ernst Krenek, Berthold Goldschmidt, Günter Raphael, Johannes Schüler, Rudolf Wagner-Régeny i Mark Lothar van aprendre direcció amb ell a la "Musikhochschule" de Berlín.
A Hannover va formar un equip directiu juntament amb el director d'orquestra Hans Winckelmann, l'escenògraf en cap Kurt Söhnlein, el concertista Max Ladscheck, que l'havia seguit des de Berlín, i els dos mestres de capella Arno Grau i Johannes Schüler de tal manera que la "Städtische Oper Hannover" va estar entre els cinc millors teatres d'òpera d'Alemanya en pocs anys.
La dansa moderna emergent estava representada pels grans del ballet Yvonne Georgi i Harald Kreutzberg, que Krasselt va aconseguir lligar amb habilitat a la casa. A ell s'hi va unir un conjunt de cant de renom mundial, en el qual cantaven Tiana Lemnitz, Emmy Sack, Carl Hauss, Peter Anders, Josef Correck, Willy Schöneweiss, Wilhelm Patsche i Otto Köhler, entre d'altres.
Sempre amb la intenció d'ampliar constantment el seu repertori, Krasselt va aportar tots els elements essencials al repertori, de manera que el cultiu sistemàtic de les obres completes d'Ermanno Wolf-Ferrari va portar a l'Òpera de Hannover un èxit sensacional.
Quan es va llançar una campanya de desprestigi contra el concertista Max Ladscheck (1889-1970) per presumptes declaracions anti nacionalsocialistes, Krasselt va defensar-lo amb vehemència i es va fer impopular entre els nacionalsocialistes per sempre. Tot i que se'l tenia molt estimat tant a casa com a l'estranger, va ser retirat el juliol de 1943, tot i que poc abans havia realitzat la primera coproducció alemanya-francesa a l'Òpera Garnier de L'anell dels Nibelungs de Wagner. Després que Krasselt s'hagués acomiadat de la Die Walküre de Wagner a Hannover, ple d'ovacions durant hores, la "màgia del foc" es va convertir en un símbol: només uns dies després, l'òpera de Hannover es va enfonsar en runes i cendres en un bombardeig. Els successors de Krasselt al càrrec, el convençut nacionalsocialista Gustav Rudolf Sellner i el seu director general de música Mathieu Lange, es van situar davant les ruïnes fumejants de l'anteriorment tan orgullós teatre d'òpera amb la seva acústica tan elogiada quan va prendre el càrrec.
Poc després del final de la Segona Guerra Mundial, Sellner i Lange van renunciar voluntàriament als seus contractes. Krasselt va ser rehabilitat immediatament i va estar a disposició de l'Òpera de Hannover com a convidat fins al 1951. Va morir a Andernach als 75 anys.